# Linyphia duplicata
Linyphia duplicata là một loài nhện trong họ Linyphiidae.
Loài này thuộc chi Linyphia. Linyphia duplicata được Frederick Octavius Pickard-Cambridge miêu tả năm 1902.